# ジュゼッペ・バレッティ

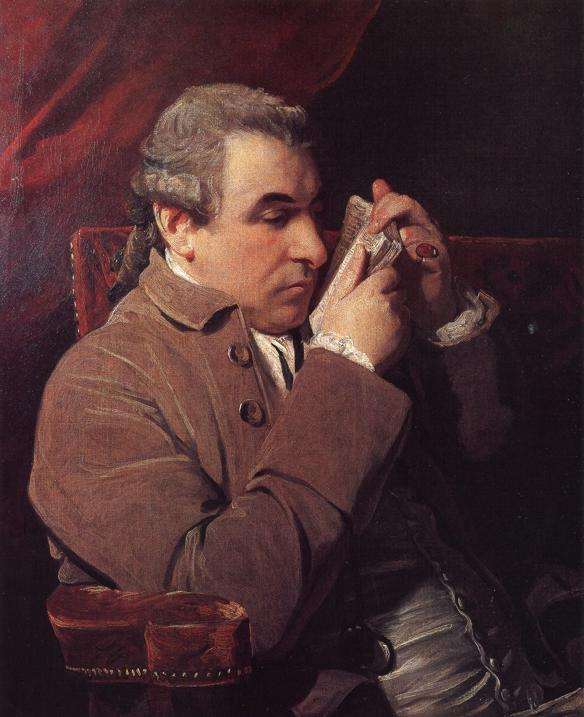
Giuseppe Baretti

ジュゼッペ・バレッティ（Giuseppe Marc'Antonio Baretti、1719年4月24日 - 1789年5月5日）はイタリア生まれで後にイギリスで活躍した文芸評論家である。イタリア語辞典、スペイン語辞典の作成者として知られる。イギリスでは、ジョセフ・バレッティとして知られる。
トリノで生まれた。父親は法律家になることを望んだが、16歳の時トリノを飛び出して、グアスタッラで商人のもとで働いた。文学と評論を学び、各地を放浪しながら、物書きで身をたてた。最終的にロンドンに流れつき、そこに居つくことになった。王立絵画彫刻アカデミーの事務長に任命され、アカデミーの会員のサミュエル・ジョンソンやGarrickらと親しくなった。
女流作家、ヘスター・スレイルの家をしばしば訪れ、ボズウェルの「ジョンソン伝」にバレッティの名は何度も登場する。
バレッティの最初の有名な作品はItalian Library (1757)でイタリアの作家の生涯と作品の解説書であった。1761年から1765年の間のスペイン、ポルトガル、フランスの旅行についてまとめたLettere famigliariは1770年に英語に翻訳され、サミュエル・ジョンソンに賞賛された。イタリア時代に、評論誌、Frusta letterariaを苦労して発刊したが、長くは続けられなかった。その他に、イタリア語の辞典・文法書、およびスペイン語の辞典があり、シェイクスピアとヴォルテールの関する評論がある。バレッティの作品集は1838年にミラノで出版された。
1769年、バレッティは道で襲ってきた男を果物ナイフで刺して致命傷を与えたために、殺人罪で起訴されるが、法廷でジョンソンらの弁護によって無罪となった。
1789年、ロンドンで没した。
ガリレオ・ガリレイの「それでも地球は動く」（"eppur si muove"）という有名な言葉はバレッティのItalian Library の中に初めて現れる。この本が書かれたのはガリレオの裁判の125年後のことである。